# Temnora catalai
Temnora catalai är en fjärilsart som beskrevs av Griveaud 1959. Temnora catalai ingår i släktet Temnora och familjen svärmare. Inga underarter finns listade i Catalogue of Life.